# Stara Błotnica (gemeente)
De gemeente Stara Błotnica is een landgemeente in het Poolse woiwodschap Mazovië, in powiat Białobrzeski.
De zetel van de gemeente is in Stara Błotnica.
Op 30 juni 2004 telde de gemeente 5226 inwoners.

## Oppervlakte gegevens
In 2002 bedroeg de totale oppervlakte van gemeente Stara Błotnica 96,24 km², waarvan:
- agrarisch gebied: 84%
- bossen: 9%

De gemeente beslaat 15,05% van de totale oppervlakte van de powiat.

## Demografie
Stand op 30 juni 2004:
| Omschrijving                   | Totaal | Totaal | Vrouwen | Vrouwen | Mannen | Mannen |
| ------------------------------ | ------ | ------ | ------- | ------- | ------ | ------ |
| eenheid                        | aantal | %      | aantal  | %       | aantal | %      |
| inwoners                       | 5226   | 100    | 2594    | 49,6    | 2632   | 50,4   |
| bevolkingsdichtheid (inw./km²) | 54,3   | 54,3   | 27      | 27      | 27,3   | 27,3   |

In 2002 bedroeg het gemiddelde inkomen per inwoner 1271,94 zł.

## Administratieve plaatsen (sołectwo)
Chruściechów, Czyżówka, Grodzisko, Jakubów, Kaszów, Łępin, Nowy Gózd, Nowy Kadłubek, Nowy Kiełbów, Pągowiec, Pierzchnia, Ryki, Siemiradz, Stara Błotnica, Stare Siekluki, Stare Żdżary, Stary Gózd, Stary Kadłub, Stary Kadłubek, Stary Kiełbów, Stary Kobylnik, Stary Osów, Stary Sopot, Tursk, Żabia Wola.

## Overige plaatsen
Cupel, Gozdowska Wola, Kaszówek, Kolonia Kiełbów, Kresy, Krzywda, Kurdybanów, Malenie, Nowa Błotnica, Nowa Wieś, Nowe Siekluki, Nowe Żdżary, Nowy Kadłub, Nowy Kobylnik, Nowy Osów, Pomorze, Praga, Recica, Sopot-Adamszczyzna, Sopot-Górka, Trąbki, Wólka Pierzchnieńska, Zamłynie.

## Aangrenzende gemeenten
Białobrzegi, Jedlińsk, Przytyk, Radzanów, Stromiec, Zakrzew